# Siêu nhí Karate
Siêu nhí Karate (giản thể: 功夫梦;; phồn thể: 功夫夢; Hán-Việt: Công Phu Mộng; bính âm: Gōngfu Meng - The Kung Fu Dream", tên tiếng Anh: The Karate Kid, hay Karate Kid 5) là một bộ phim võ thuật của Mỹ - Trung Quốc hợp tác sản xuất năm 2010 và cũng là phiên bản làm lại từ một bộ phim cùng tên năm 1984. Đây là phần thứ năm của loạt phim Karate Kid.
Bộ phim được chỉ đạo bởi đạo diễn Harald Zwart. Bộ phim được quay tại Bắc Kinh, Trung Quốc; quay phim bắt đầu vào tháng 7 năm 2009 và kết thúc vào ngày 16 tháng 10 năm 2009. The Karate Kid được phát hành tại các rạp ở Mỹ vào ngày 11 tháng 6 năm 2010.

## Nội dung
Cậu bé 12 tuổi Dre Parker và người mẹ góa chồng Sherry rời Detroit để đến Bắc Kinh sau khi Sherry được chuyển việc tại một nhà máy sản xuất ô tô. Dre đi đến một công viên, nơi cậu nhìn thấy một cô bé chơi vĩ cầm, Mỹ Anh, người đã đáp lại sự chú ý của cậu, nhưng một cậu bé 14 tuổi tên Trình, một thần đồng Kung Fu nổi loạn có gia đình thân thiết với gia đình Mỹ Anh, thù ghét Dre và giữ họ xa nhau bằng cách bắt nạt Dre mỗi khi có cơ hội. Sau chuyến đi thực tế của trường đến Tử Cấm Thành, Dre tạt một xô nước bẩn lên người Trình và bạn bè của cậu ta để trả đũa, khiến chúng phẫn nộ. Chúng đuổi theo và cuối cùng bắt được cậu tại một con hẻm nhỏ, và đánh đập Dre dã man cho đến khi cậu được cứu bởi người thợ sửa ống nước, ông Hán, người đã can thiệp và hạ gục nhóm của Trình và tiết lộ mình là một bậc thầy Kung Fu.
Ông Hán chữa lành vết thương cho Dre bằng phương pháp giác hơi bằng lửa của y học cổ truyền Trung Quốc trong khi giải thích rằng Trình và những người bạn của cậu ta không phải là xấu, mà là do sư phụ Lý của chúng, người đã dạy các học trò của mình nên nhẫn tâm với đối thủ. Bị hấp dẫn, Dre hỏi liệu ông Hán có thể dạy cậu Kung Fu hay không. Ông Hán từ chối và đưa cậu đến gặp Lý tại võ đường Long Đấu để làm hòa. Lý gay gắt từ chối lời đề nghị làm hòa và thách thức ông Hán hoặc Dre đánh nhau với Trình. Thay vào đó, ông Hán đề nghị việc Dre thi đấu một chọi một với các học trò của Lý tại giải Kung Fu mở rộng sắp tới, yêu cầu các học trò của ông ta để yên cho Dre tập luyện cho giải đấu. Lý miễn cưỡng đồng ý với đề nghị trên miễn là Dre xuất hiện tại giải đấu, cảnh báo họ rằng nếu họ không xuất hiện thì ông ta sẽ làm tổn thương họ.
Ông Hán hứa sẽ dạy Dre Kung Fu và bắt đầu huấn luyện cậu bằng cách nhấn mạnh các động tác áp dụng cho cuộc sống nói chung. Ông truyền tải rằng sự thanh thản và trưởng thành, chứ không phải những cú đấm và sức mạnh, mới là chìa khóa thực sự để làm chủ võ thuật. Ông dạy điều này bằng cách để Dre thực hiện các chuyển động lặp đi lặp lại với áo khoác của cậu, qua đó Dre phát triển trí nhớ cơ bắp. Ông Hán đưa Dre đến một ngôi đền Đạo giáo trên dãy núi Võ Đang. Ở đó, Dre chứng kiến một người phụ nữ làm con rắn hổ mang bắt chước chuyển động của cô ta, sau đó uống nước từ một giếng cổ của Đạo giáo. Sau nhiều tuần luyện tập mệt mỏi và vất vả, ông Hán đã cho Dre một ngày nghỉ. Dre đến gặp Mỹ Anh, thuyết phục cô trốn học để đi chơi cùng cậu, khiến cô đến muộn trong một buổi tập vĩ cầm đã được dời lên một ngày mà cô không hề hay biết. Do đó, bố mẹ cô cho rằng Dre là người có ảnh hưởng xấu và cấm cô gặp lại cậu.
Dre đến gặp ông Hán, nhưng thấy ông có vẻ say xỉn và chán nản, đập phá chiếc xe đang sửa trong nước mắt, giải thích với Dre rằng ông đã tông chiếc xe tương tự cách đây nhiều năm, khiến vợ và con trai 10 tuổi của ông thiệt mạng trong vụ tai nạn. Ông sửa xe hàng năm nhưng đập nó để nhắc nhở bản thân về những gì đã xảy ra; điều này truyền cảm hứng cho Dre tập luyện chăm chỉ hơn để giúp sư phụ của mình vượt qua tổn thương và đau buồn. Ông Hán giúp Dre viết và đọc lá thư xin lỗi bằng tiếng Quan thoại cho bố của Mỹ Anh nghe, người đã chấp nhận lời xin lỗi của Dre, đồng thời hứa rằng sẽ cho Mỹ Anh tham dự giải đấu để cổ vũ cho Dre.
Tại giải đấu, Dre có vẻ thiếu tự tin nhưng đã đánh bại các đối thủ và tiến vào bán kết. Trình cũng làm điều tương tự bằng cách hạ gục đối thủ một cách thô bạo. Dre sau đó đấu với các học trò của sư phụ Lý, khiến Lý ra lệnh cho một trong những học trò của ông ta tên là Lương, đối thủ của Dre ở trận bán kết, làm Dre bị thương. Lương miễn cưỡng làm điều đó bằng cách tung một loạt đòn làm tê liệt chân của Dre, kết quả là cậu ta bị loại, còn Dre được đưa vào phòng y tế. Dre được vào trận chung kết gặp Trình nhưng có thời gian hạn chế để trở lại võ đài, nếu không Trình sẽ đoạt cúp theo mặc định. Dre xin ông Hán chữa lành chân mình bằng phương pháp giác hơi. Ông Hán miễn cưỡng làm như vậy khi Dre nói với ông rằng cậu chỉ muốn vượt qua nỗi sợ hãi của mình. Vì vậy, Dre sẵn sàng để đối mặt với Trình trong trận chung kết.
Trận đấu trở lại: Dre đối đầu với Trình. Theo lệnh của Lý, Trình tấn công vào chân bị thương của Dre bằng một cú đá mạnh, do đó khiến Dre mất thăng bằng. Mỗi bên bị cầm hòa hai điểm, với điểm tiếp theo để xác định nhà vô địch, Dre cố gắng đứng dậy và sử dụng thế con rắn được sử dụng bởi người phụ nữ ở ngôi đền. Chiêu thức thành công, Trình thay đổi kỹ thuật và tấn công Dre, người thực hiện cú lộn ngược và đá vào đầu Trình, đánh bại Trình và giành chiến thắng trong giải đấu cùng với sự tôn trọng của Trình và các võ sinh Long Đấu. Trình trao cho Dre chiếc cúp và tất cả các võ sinh Long Đấu cúi đầu kính trọng ông Hán, chấp nhận ông làm sư phụ mới của họ, để lại Lý bị xấu hổ vì thua cuộc. Kết thúc bộ phim, Dre và ông Hán vui vẻ ra về.

### Cái kết thay thế
Trong đoạn kết thay thế này, sư phụ Lý giơ tay định tát Trình vì đã không thắng Dre trong giải đấu (ông ta thường sử dụng phương pháp này để trừng phạt các học trò của mình), nhưng ông ta đã bị ngăn lại và khiển trách bởi ông Hán, người cho rằng các học trò của sư phụ Lý đã phải chịu đựng quá nhiều ngược đãi từ ông ta. Điều này dẫn đến một trận chiến Kung Fu giữa ông Hán và sư phụ Lý, làm những khán giả ngạc nhiên, những võ sinh Long Đấu sợ hãi và một Dre bị sốc, bối rối và bị thương, người thậm chí phải đi khập khiễng, cố gắng đi đến chỗ ông Hán đang đánh nhau mà không hiểu chuyện gì đang xảy ra.
Ông Hán và sư phụ Lý đối đầu trong một cuộc chiến Kung Fu, bắt đầu ở giữa khán giả, đi lên khán đài (nơi sư phụ Lý xô ngã một cậu bé và ông Hán đã cứu cậu ta khỏi bị thương nặng), ông Hán yêu cầu những người khán giả tránh ra để họ không bị sư phụ Lý đánh trúng và đó là nơi sư phụ Lý ném băng ghế gỗ vào ông Hán và một số người trên khán đài. Cả hai sử dụng hai chiếc ghế dài bằng gỗ và đánh nhau bằng những chiếc ghế dài này, trong đó ông Hán hạ gục sư phụ Lý bằng băng ghế của mình và khống chế ông ta.
Đội Long Đấu (đội võ sinh của sư phụ Lý) cố gắng đến gần thầy của họ, nhưng cuối cùng họ lùi lại sau khi ông Hán trừng mắt nhìn họ đầy đe dọa. Nghĩ rằng đã kết thúc, ông lấy băng ghế ra khỏi người sư phụ Lý, không biết rằng ông ta sẽ tấn công một lần nữa, dẫn đến cuộc đối đầu lần hai, khi sư phụ Lý đá ông Hán về phía có một số vũ khí Kung Fu, nơi cả hai đánh nhau và cố gắng hạ gục nhau. Cuộc đối đầu này kết thúc khi một võ sư Kung Fu già (có thể là người tổ chức giải đấu võ thuật này) đang ngồi, sợ hãi và né tránh. Trong một đòn cuối cùng, ông Hán đá sư phụ Lý rơi khỏi sân khấu nơi vị võ sư già đang ngồi và tức giận, nhảy từ sân khấu về phía sư phụ Lý, đè ông ta xuống và giơ nắm đấm lên, họa lại lời của sư phụ Lý bằng tiếng Quan thoại với giọng điệu đe dọa: "Không dừng lại khi đối thủ bị hạ gục. Không nhân nhượng. Không thương xót trong trường quay. Không nhân nhượng trong cuộc cạnh tranh. Không nhân nhượng trong cuộc sống. Đối thủ đáng bị đau".
Dre và đội Long Đấu quan sát từ xa. Một trong những thành viên của Long Đấu, người đã chịu nhiều sự ngược đãi từ sư phụ Lý, tức giận bảo ông Hán hãy trừng trị sư phụ Lý. Tuy nhiên, ông bị chặn lại bởi Dre, người nói rằng sư phụ Lý đã bị đánh đủ. Sau đó, Dre tập tễnh bước xuống khỏi võ đài, cậu và ông Hán được Trình và những võ sinh Long Đấu chúc mừng không chỉ vì đã giành chiến thắng trong giải đấu, mà còn dạy cho ông thầy bạo hành của họ một bài học. Cuối cùng, hai thầy trò rời khỏi nhà thi đấu, Sherry (mẹ của Dre), cùng với Mỹ Anh, rời đi với chiếc cúp mà Dre giành được sau khi tát sư phụ Lý vì xúi giục học trò chống lại Dre.

## Diễn viên
- Jaden Smith vai Dre Parker
- Thành Long vai ông Hán
- Hàn Văn Văn vai Mỹ Anh
- Vương Chấn Uy vai Lục Vỹ Trình
- Vu Vinh Quang vai Lý sư phụ
- Taraji P. Henson vai Sherry Parker
- Luke Carberry vai Harry
- Vũ Chấn Tố vai Bố của Mỹ Anh
- Vương Chí Hằng vai Mẹ của Mỹ Anh

## Sản xuất

### Phát triển
Vào ngày 10 tháng 11 năm 2008, Variety đưa tin rằng công việc làm lại Karate Kid đã bắt đầu. Variety tuyên bố rằng bộ phim mới do Will Smith sản xuất "đã được tân trang lại như một phương tiện ngôi sao cho Jaden Smith" và nó sẽ "mượn các yếu tố từ cốt truyện gốc, trong đó một thanh niên bị bắt nạt học cách tự đứng lên với sự giúp đỡ của một người cố vấn lập dị". Vào ngày 22 tháng 6 năm 2009, Thành Long nói với một đám đông buổi hòa nhạc ở Phố Tàu ở Los Angeles rằng anh sẽ đến Bắc Kinh để quay bộ phim làm lại với tư cách là sư phụ của Jaden Smith.
Mặc dù vẫn giữ nguyên tựa gốc nhưng bản làm lại năm 2010 không có môn võ karate đến từ Okinawa (Nhật Bản) mà tập trung vào việc nhân vật chính học kung fu ở Trung Quốc. Thành Long nói với những người phỏng vấn rằng các thành viên trong phim thường gọi bộ phim là The Kung Fu Kid, và anh tin rằng bộ phim sẽ chỉ được gọi là The Karate Kid ở Mỹ, và The Kung Fu Kid ở Trung Quốc. Giả thuyết này đúng ở Cộng hòa Nhân dân Trung Hoa, nơi bộ phim có tựa là Giấc mơ Kung Fu (tiếng Trung :功夫 梦). Ở Nhật Bản và Hàn Quốc, bộ phim được đặt tên là Best Kid (Tiếng Nhật :ベ ス ト ・ キ ッ ド; Tiếng Hàn : 베스트 키드) theo tên địa phương của bộ phim năm 1984 ở cả hai quốc gia.
Sony đã cân nhắc việc thay đổi tiêu đề của bộ phim, nhưng Jerry Weintraub, một trong những nhà sản xuất, đã bác bỏ ý kiến này. Weintraub cũng là nhà sản xuất của Karate Kid bản gốc.

### Quay phim
Chính phủ Trung Quốc đã cho phép các nhà làm phim tiếp cận Tử Cấm Thành, Vạn Lý Trường Thành và Dãy núi Võ Đang. Trong một số trường hợp, các nhà làm phim đã phải thương lượng với những cư dân không quen với hoạt động quay phim. Phim bắt đầu được quay vào tháng 7 năm 2009.

## Giải thưởng
J-14 Teen Icon Awards 2010
- Iconic Movie (Đề cử)
- Iconic Movie Actor – Jaden Smith (Đề cử)

People's Choice Awards 2011
- Favorite Family Movie (Đề cử)
- Favorite On-Screen Team – Jaden Smith & Thành Long (Đề cử)
- Favorite Action Star – Thành Long (Đoạt giải)

2011 Kids' Choice Awards
- Favorite Movie (Đoạt giải)
- Favorite Buttkicker (Thành Long) (Đoạt giải)
- Favorite Movie Actor (Jaden Smith) (Đề cử)

2011 MTV Video Music Aid Japan
- Best Song from a Movie ("Never Say Never" trình bày bởi Justin Bieber với sự diễn xuất của Jaden Smith) (Đề cử)

2011 MTV Movie Awards
- Biggest Badass Star (Jaden Smith) (Đề cử)

32nd Young Artist Awards
- Best Leading Young Actor in a Feature Film (Jaden Smith) (Đoạt giải)

2010 Teen Choice Awards
- Choice Summer: Movie (Đề cử)